# Karel Šimon
Karel Šimon (7. prosince 1919 Hlinné – 24. dubna 1943 záliv Solway Firth u Silothu) byl český armádní pilot a příslušník 312. československé stíhací perutě RAF.

## Život

### Před druhou světovou válkou
Karel Šimon se narodil 7. prosince 1919 v Hlinném u Nového Města na Moravě. V roce 1923 se jeho rodina přestěhovala do Lánů da Důlku u Pardubic, kde si jeho otec zřídil stolařskou dílnu. Vychodil obecnou školu a tři třídy školy měšťanské, v otcově dílně se poté vyučil. Byl členem Sokola. Přihlásil se do akce 1000 nových pilotů republice a ve Východočeském aeroklubu v Pardubicích získal oprávnění k řízení sportovních letadel. Prezenční vojenskou službu nastoupil k Leteckému pluku 2 v Olomouci, v jejím rámci absolvoval poddůstojnickou školu. Kvalifikaci pilota-letce získal 1. března 1939.

### Druhá světová válka
Po německé okupaci v březnu 1939 opustil Karel Šimon ilegálně Protektorát Čechy a Morava a přešel do Polska, kde se v Krakově přihlásil do zde vznikající československé zahraniční jednotky. Po pádu Polska v září 1939 ustoupil společně s dalšími na rumunské území, kde byl internován. Po propuštění se přes Bejrút dostal do Marseille a do Agde, kde byl 28. září 1939 prezentován u zde vzniklé jednotky Československé armády v zahraničí a přiřazen k její letecké skupině. Po pádu Francie se 19. června 1940 z Bordeaux evakuoval do Spojeného království. Zde byl v červenci přijat do Royal Air Force a zařazen k pozemnímu personálu 312. československé stíhací perutě. Letecký výcvik zahájil 5. června 1941, mezi zářím 1942 a únorem 1943 jej prodělával v Kanadě. Dne 24. dubna 1943 zahynul během cvičného bombardování. Jeho stroj Vickers Wellington Mk.X HE496/32 se z neznámých příčin ve vzduchu vzňal a zřítil se do vod zálivu Solway First u města Siloth. Zahynula celá posádka. Tělo Karla Šimona vyplavilo moře 17. června 1943, poté byl pohřben v Dumfries na hřbitově ve čtvrti Troqueer. Dosáhl hodnosti četaře.

## Připomínky

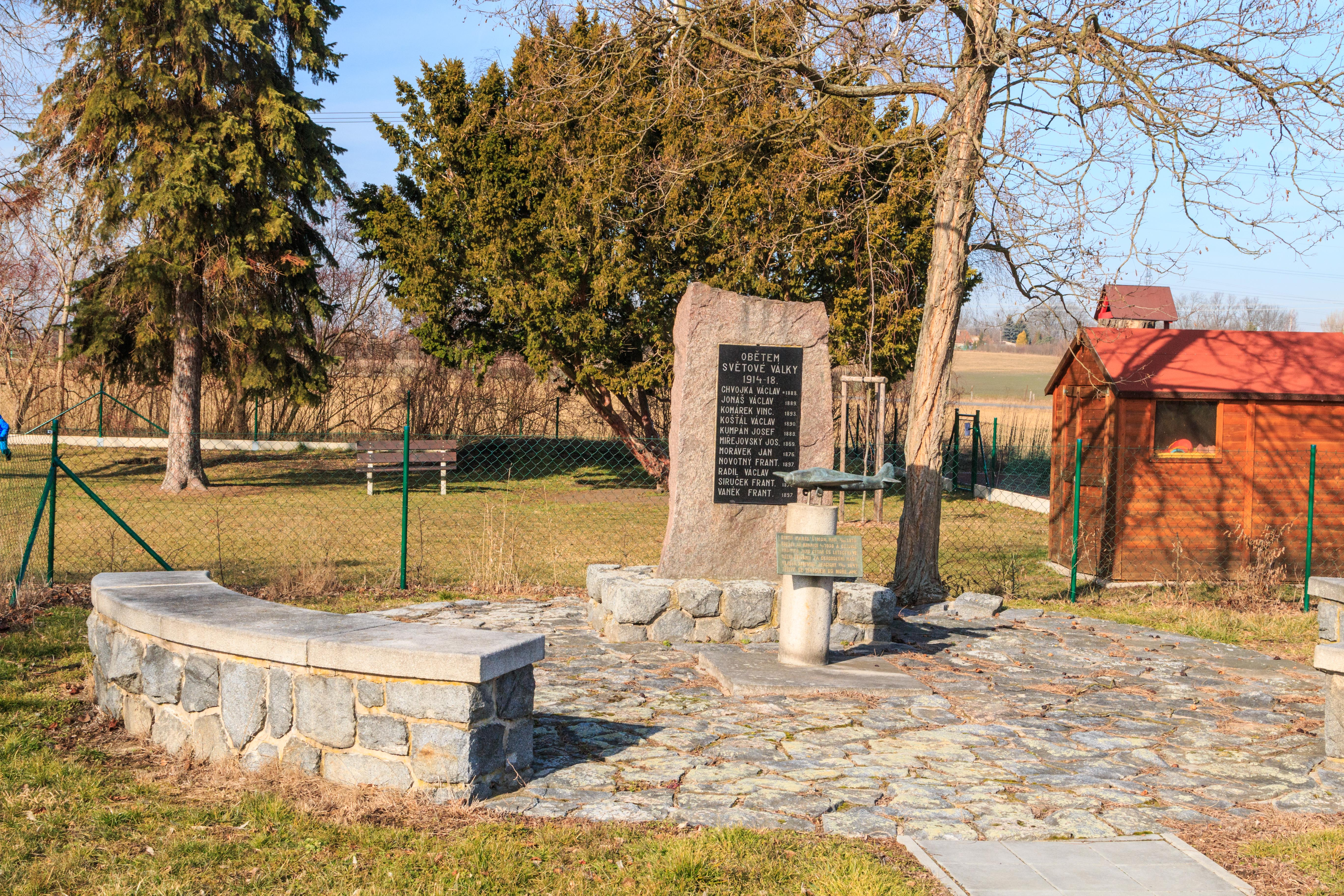
Pomník Karla Šimona v Lánech na Důlku, v pozadí pomník obětem 1. světové války

- V centru Lánů na Důlku byl Karlu Šimonovi odhalen pomník[1]